# Hay lugar para dos
Hay lugar para dos es una película de comedia mexicana de 1949 escrita y dirigida por Alejandro Galindo y protagonizada por David Silva, Olga Jiménez y Fernando Soto "Mantequilla".

## Sinopsis
Gregorio (David Silva) es chofer de un autobús y durante un partido de baseball entre líneas camioneras logra conectar un home run que le da la victoria a su equipo. Después de este triunfo, Gregorio va a una fiesta, donde "Rayito de Sol" (Ángel Infante) le presenta a Kitty, una mujer coqueta. La esposa de Gregorio, Cholita (Olga Jiménez), alcanza a ver cómo Gregorio entra con Kitty a un camión vacío y enfurecida se va a vivir con Constantino Reyes "Regalito" (Fernando Soto) y con su esposa "La Bicha" (Delia Magaña).
La instalación de cajas colectoras en los camiones deja sin trabajo a Regalito y decide poner un puesto de tacos para sobrevivir. Gregorio vive con Kitty mientras que Cholita da a luz a un hijo de él. Un día Kitty azuza a Gregorio para adelantarse y cruzar la vía del trolebús, pero no lo consigue y choca con el mismo. Debido a esto, Gregorio va a la cárcel mientras que Kitty queda desfigurada. Arrepentido por el dolor causado, Gregorio se arrepiente y el sindicato de camioneros paga su multa. Gregorio sale libre y se reconcilia con Cholita, quien ha logrado sobrevivir y prosperar con el negocio de tacos de Regalito y la Bicha.

## Comentario
Según el crítico de cine Emilio García Riera, esta película es mejor que su antecesora sobre la base de sus significaciones. En esta película se muestra a Gregorio como el héroe que fue favorecido en fortuna, amor y aprecio de sus compañeros de sindicato, y con esta base comienza la película, proclamando su apoyo al sindicato y ganándose el aprecio de sus compañeros con un juego de baseball.
Sin embargo, esta situación es la base de nuevas desgracias que son desconocidas al inicio del filme: las cuotas sindicales y el embarazo de su mujer son trampas que lo atrapan en una situación sin salida. Estas situaciones lo llevan a rebelarse y, de forma alegórica, se niega a crecer en el hombre que debe ser. La película es, entonces, el viaje de este niño que se rehúsa a crecer hacia el hombre que se identifica con el niño que dejó huérfano por ser irresponsable.

## Reparto
- David Silva como Gregorio del Prado.
- Fernando Soto como Constantino Reyes Almanza.
- Olga Jiménez como Cholita.
- Katy Jurado como Kitty.
- Delia Magaña como "La Bicha".
- Salvador Quiroz como Octaviano Lara y Puente.
- Miguel Manzano como Axcaná González.
- Ángel Infante como Menchaca, "Rayito de Sol".